# Maria Taferl
Maria Taferl là một thị xã thuộc huyện Melk trong bang Niederösterreich.